# Carmichaelia silvatica
Carmichaelia silvatica är en ärtväxtart som beskrevs av George Simpson. Carmichaelia silvatica ingår i släktet Carmichaelia och familjen ärtväxter. Inga underarter finns listade i Catalogue of Life.